# 安娜·博格丹
安娜·博格丹（英語：Ana Bogdan，1992年11月25日—）出生於錫納亞，是羅馬尼亞女子职业网球运动员，2006年成為職業球手。她的WTA生涯最高單打排名為第112（2016年8月2日）。

## 外部連結
- 安娜·博格丹的国际女子网球协会官方資料（英文）
- 安娜·博格丹的國際網球總會 職業／青少年 官方資料（英文）
- Fed Cup - Player profile - Ana Bogdan (ROU) （页面存档备份，存于）